# Козюлино (Томская область)
Козюлино — село в Томском районе Томской области России. Входит в состав Моряковского сельского поселения. Население 62 чел. (2021) .

## География
Находится на востоке региона, в Обь-Томском междуречье на реке Томь, вблизи её впадения в р. Обь.
Уличная сеть: Водонапорный пер., ул. Верхняя Береговая, ул. Дорожная, ул. Зелёная, ул. Лесная, ул. Нижняя Береговая, ул. Центральная
Географическое положение
Расстояние до
областного и районного центра г. Томск: 61 км.
центра поселения с. Моряковский Затон: 20 км.

## История
В соответствии с Законом Томской области от 12 ноября 2004 года № 241-ОЗ село вошло в муниципальное образование Моряковское сельское поселение.

## Население
| 2002 | 2008 | 2009 | 2010 | 2011 | 2012 | 2013 | 2014 | 2015 |
| ---- | ---- | ---- | ---- | ---- | ---- | ---- | ---- | ---- |
| 97   | ↘87  | ↗88  | ↘68  | →68  | ↘64  | ↘60  | ↗62  | ↘57  |
| 2021 |      |      |      |      |      |      |      |      |
| ↗62  |      |      |      |      |      |      |      |      |

## Инфраструктура
Школьников подвозят в Моряковскую СОШ.
Дачи, место отдыха и рыбной ловли. Cдт Пушкаревское, сдт Химик-4. База отдыха «Речная заимка».
Кладбище (ул. Верхняя Береговая, 1в)

## Достопримечательности
Объект культурного наследия федерального значения — Братское захоронение борцов за Советскую власть в Сибири (1919).
Объекты культурного наследия (памятников истории и культуры) федерального значения: «Курганная группа Козюлинская», позднее средневековье (местоположение — восточная окраина п. Козюлино, у кладбища, левый берег р. Томь); «Поселение Козюлинское I», позднее средневековье (местоположение — северо-западная окраина п. Козюлино, левый берег р. Томь);
«Поселение Козюлинское II (Козюлинское городище II)», ранний железный век (местоположение — 0,5-0,7 км от северо-западной окраины п. Козюлино, левый берег р. Томь).

## Транспорт
Рейсовый автобус до села не ходит.